# كاثلين آن بيرد هال
كاثلين آن بيرد هال (بالإنجليزية: Kathleen Anne Baird Hall)‏ هي ممرضة نيوزيلندية، ولدت في 4 أكتوبر 1896، وتوفيت في 3 أبريل 1970.